# Orthogonale matrix
Een orthogonale matrix is in de lineaire algebra een vierkante matrix waarvan de kolommen een orthonormaal stelsel vormen.  Dat houdt in dat de kolommen onderling orthogonaal zijn en als vector de lengte 1 hebben. De rijen vormen op dezelfde manier een orthonormaal stelsel, dus zijn onderling orthogonaal met als lengte 1. De elementen van een orthogonale matrix zijn reëel of gekozen uit een eindig lichaam (Ned) / eindig veld (Be). Het overeenkomstige begrip voor complexe matrices is een unitaire matrix.
De inverse matrix van een orthogonale matrix is gelijk aan de getransponeerde van de matrix. Orthogonale matrices als afbeelding gezien op een euclidische ruimte beelden de oorsprong op zichzelf af en laten afstanden en hoeken hetzelfde. Ze komen dus overeen met draaiingen, spiegelingen en combinaties daarvan. Permutatiematrices zijn orthogonale matrices.
De elementen van iedere orthogonale groep O(n) zijn de orthogonale {\displaystyle n\times n}-matrices.

## Definitie
Een vierkante matrix {\displaystyle A} heet orthogonaal als de kolommen een orthonormaal stelsel vormen, dus als
{\displaystyle A^{\text{T}}A=I}
waarin {\displaystyle I} de eenheidsmatrix is.
Hiermee equivalent is dat {\displaystyle A} inverteerbaar is en de inverse gelijk is aan de getransponeerde van {\displaystyle A}, dus als:
{\displaystyle A^{-1}=A^{\text{T}}}
Van een orthogonale matrix zijn ook de rijen orthonormaal:
{\displaystyle AA^{\text{T}}=I}

## Eigenschappen
- De determinant van een orthogonale matrix {\displaystyle A} is gelijk aan +1 of –1. Er geldt immers:

{\displaystyle 1=\det(I)=\det(A^{\text{T}}A)=\det(A^{\text{T}})\det(A)=(\det(A))^{2}}.
- Het product van twee orthogonale matrices {\displaystyle A} en {\displaystyle B} is weer orthogonaal, immers:

{\displaystyle (AB)^{\text{T}}AB=B^{\text{T}}A^{\text{T}}AB=B^{\text{T}}IB=B^{\text{T}}B=I}.
- Orthogonale matrices laten het inwendige product hetzelfde, dat wil zeggen als {\displaystyle A} orthogonaal is, geldt:

{\displaystyle \langle Av,Aw\rangle =\langle v,A^{\text{T}}Aw\rangle =\langle v,w\rangle }.
De afbeeldingen {\displaystyle x\mapsto Ax+b} representeren dus isometrieën, want
{\displaystyle \|Ax+b-Ay-b\|^{2}=\|A(x-y)\|^{2}=\langle A(x-y),A(x-y)\rangle =\langle x-y,x-y\rangle =\|x-y\|^{2}}.
- Voor de eigenwaarde {\displaystyle \lambda } met bijbehorende eigenvector {\displaystyle x} van een orthogonale matrix {\displaystyle A} geldt:

{\displaystyle \langle x,x\rangle =\langle Ax,Ax\rangle =\langle \lambda x,\lambda x\rangle =\lambda ^{2}\langle x,x\rangle }, dus {\displaystyle \lambda ^{2}=1}